# Joaquim António de Morais Carneiro
Joaquim António de Morais Carneiro (Tinhela, Valpaços, 1792 — Lisboa, 11 de setembro de 1873) foi um juiz e desembargador português. Serviu nas colónias orientais portuguesas, sendo desembargador das relações na Índia Portuguesa e juiz em Macau.
Participou da Junta Provisional que governou a Índia entre 1835 e 1837, após a deposição do marechal Joaquim Manuel Correia da Silva e Gama do cargo de governador da Índia. Entre 1836 e 1837, a junta governou apenas sobre Goa, ficando Damão e Diu sob o governo de Bernardo Peres da Silva.
Já como juiz em Macau, em 1849, com o brutal assassinato de João Maria Ferreira do Amaral, toma assento do Conselho de Governo em Macau, entre 22 de agosto e 30 de maio de 1850.
Residiu na Rua da Procissão, número 50, 3º andar, da freguesia das Mercês, de Lisboa, onde faleceu aos 81 anos de idade, sem nunca ter casado. Encontra-se sepultado no seu jazigo (número 1164), do Cemitério dos Prazeres.